# Malá koruna
Malá koruna je novorenesanční stavba na rozhraní města Chlumec nad Cidlinou a obce Nové Město. Původně byla součástí chlumeckého cukrovaru na Skalce, později se stala součástí areálu šlechtitelské stanice.

## Historie
Vilu Malá koruna se rozhodli jako reprezentační objekt vybudovat v rámci chlumeckého cukrovaru na Skalce bratři Bedřich a Robert Tachauové, kteří od roku 1881 cukrovar vlastnili. Stavební záměr začali realizovat v roce 1890, v roce 1891 však cukrovar zachvátil požár a stavbu vily pravděpodobně dokončil až některý z následujících majitelů cukrovaru. V letech 1893–1895 jej vlastnil Jonáš Bergmann z Nového Bydžova, v letech 1895–1908 jeho zeť Heinrich Friendländer. Od roku 1903 v areálu jako správce působil pozdější majitel Adolf Dreger, který tu začal se šlechtitelskou a semenářskou prací, a když cukrovar roku 1921 zcela zastavil výrobu, přeorientoval své podnikání na šlechtitelskou činnost.
Vila je nazývána Malá koruna, protože stojí v blízkosti návrší Skalka, s výhledem na zámek Karlova Koruna – a tvoří tak jeho přirozený protipól.
V objektu v současnosti (2020) sídlí šlechtitelská stanice, která svoji historii vztahuje právě k roku 1903 a osobnosti Adolfa Dregera.

## Architektura
Jedná se o patrovou, bohatě novorenesančně členěnou (např. rizality) stavbu obdélníkového půdorysu. Patrně nejzajímavějším prvkem stavby je půdní patro, které vyrůstá z valbové střechy.
Původní architektura budovy je až do 21. století dobře zachována, objekt byl památkově chráněn, v současnosti (2020) však již není navržen k památkové ochraně.

## Galerie

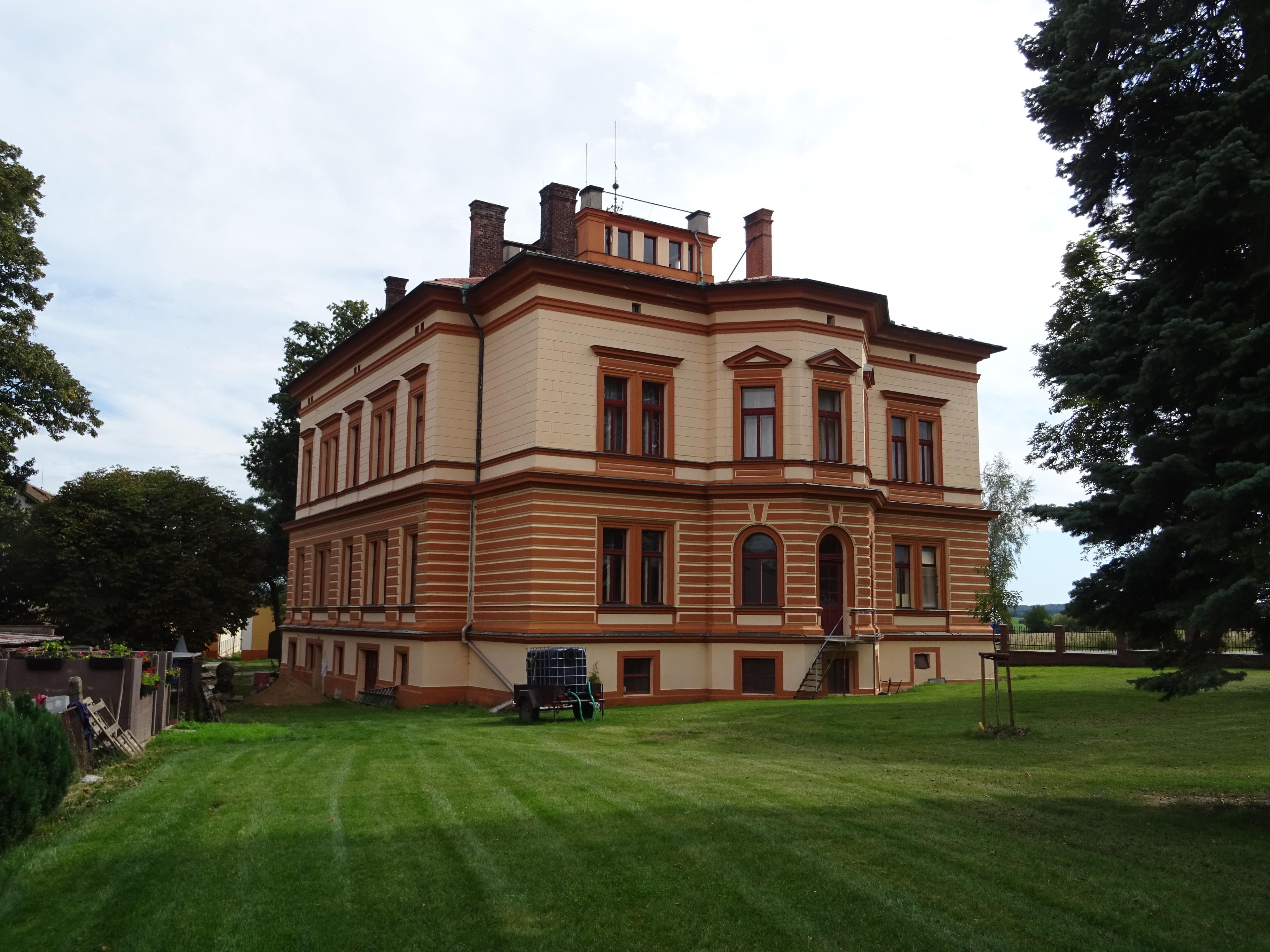
Pohled od severozápadu
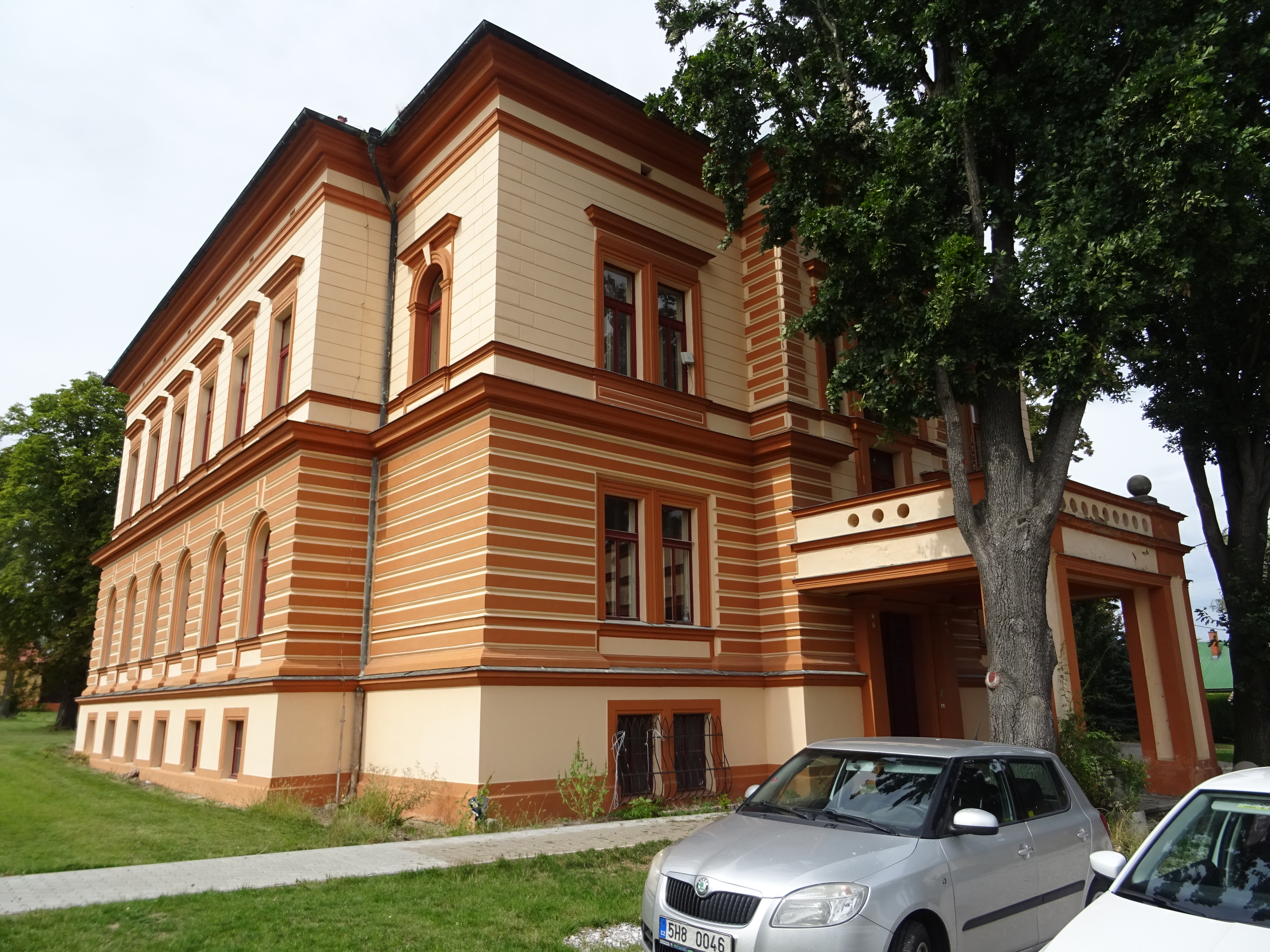
Pohled od jihovýchodu
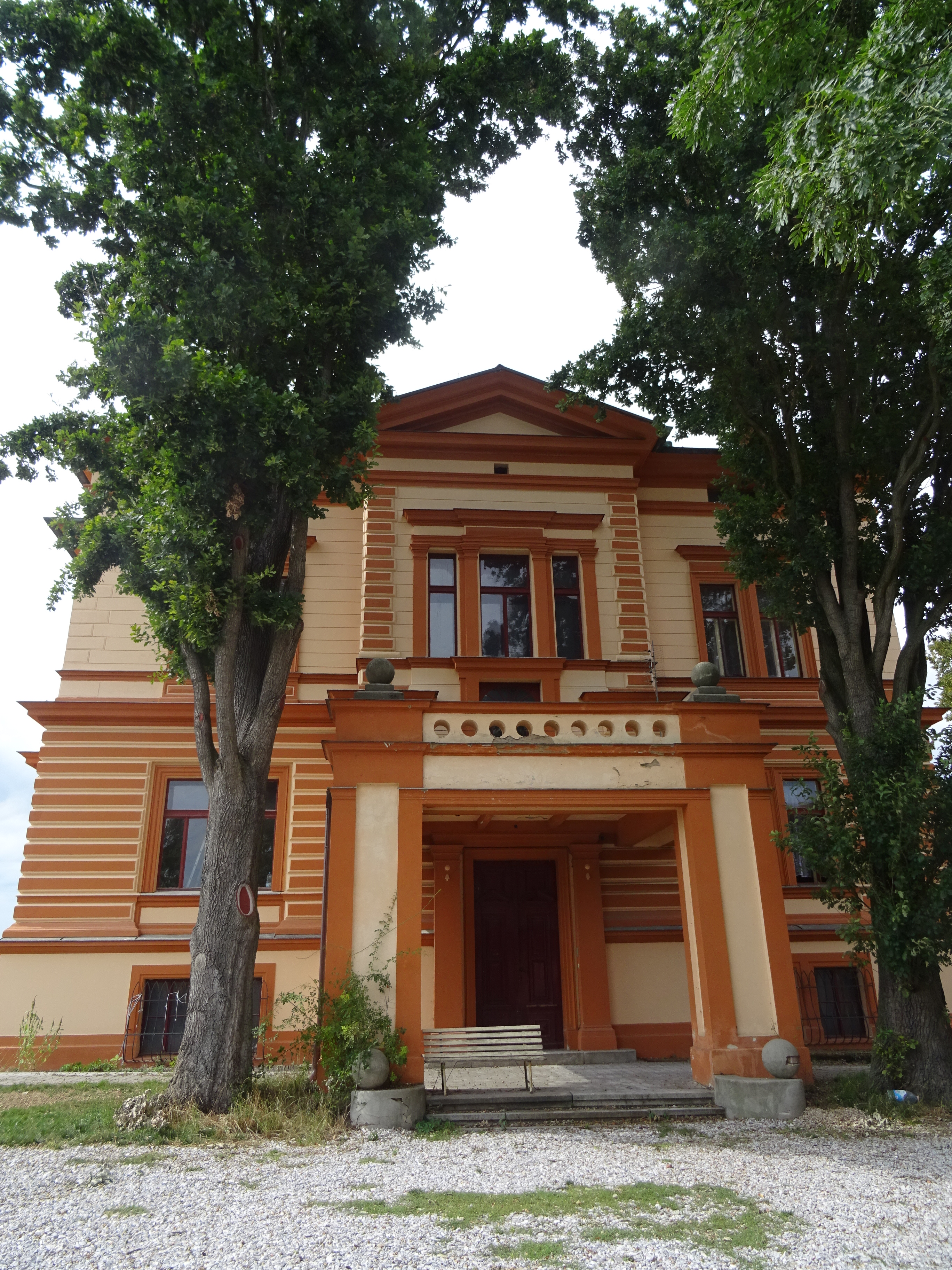
Průčelí se vstupním portálem